# Adriaen van der Kabel
Adriaen van der Kabel (en français, Adrien van der Cabel) (Rijswijk, 1630/1631 - Lyon, 15 janvier 1705) est un peintre, graveur et dessinateur néerlandais (Provinces-Unies) du siècle d'or. Aux Pays-Bas, il commença à peindre dans le style de Van Ruisdael et Van Goyen, mais fut plus tard influencé par le style méditerranéen. Il partit vivre quelques années à Rome, avant de s’établir à Lyon, où il se maria et où il fut actif jusqu’à sa mort.

## Biographie

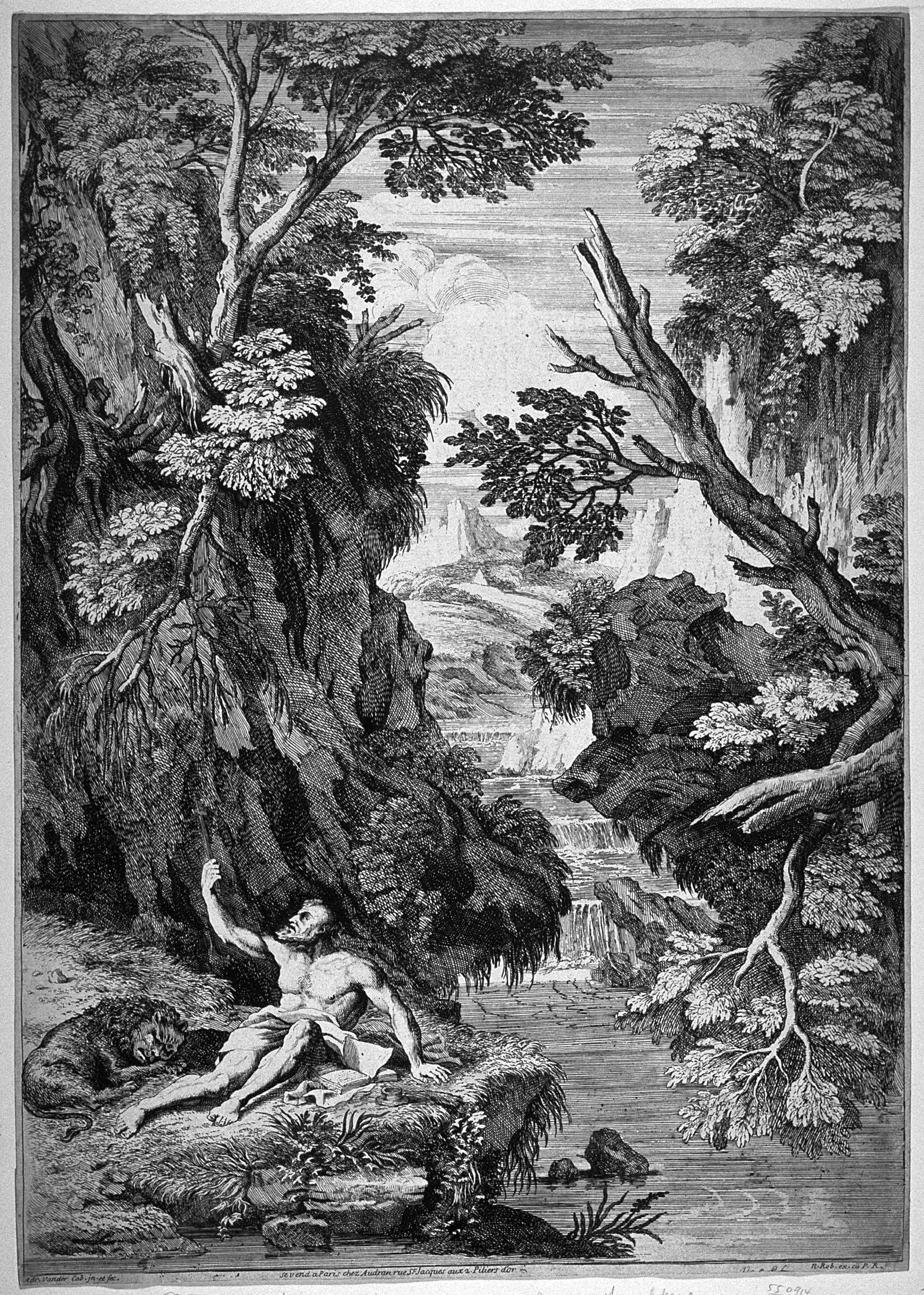
Saint Jérôme, gravure d'après Adriaen van der Kabel, (Achenbach Foundation for Graphic Arts).

Si l’on en croit Arnold Houbraken, son véritable nom de famille aurait été en réalité Van der Touw, et il l’aurait changé en van der Kabel sur l’avis de Jan Van Goyen. La chose, toutefois, n’est guère évidente, car le nom de son père et celui de sa mère figurent dans un testament daté de 1668 : « Cornelis Jansz. van der Kabel » et « Maritgen Philips ». Son nom est parfois écrit Van der Cabel, Vandercabel ou Vandrecabel. Les Français ont quelquefois traduit son prénom Arie par Henri, ce qui a pu faire croire qu’il existait deux peintres du nom de van der Kabel, Adriaan et Hendrik. On sait assez peu de choses concernant la vie privée de van der Kabel ; il peignait beaucoup, mais correspondait peu. Néanmoins, la plupart des biographes s’accordent pour dire que, dans sa jeunesse, il était un individu vif de caractère et porté sur la boisson. À l’égard de ses amis et de ses collègues, il était généreux plus que de raison, compatissant, voire tendre et chaleureux. Sa conversation était enjouée, il était agile d’allure ; quant à son physique, il était commun.

### Formation
De 1645 à 1648, il fut l’élève de Jan Van Goyen à La Haye, où il se distingua par son zèle. Par la suite, il partit peindre dans la région de La Haye, parfois assez loin de cette ville. Sa première œuvre connue, un paysage de rivière, date de 1648. Sa productivité, à cette période, était assez faible en comparaison avec sa période française ; toutefois, il est possible qu’un certain nombre de ses peintures de cette époque soient attribuées à Van Goyen,. Ses peintures, jusqu’à 1660 environ, témoignaient du style hollandais, suivant le modèle de Van Goyen, Van Ruisdaal et Cuyp : la lumière du soleil, filtrée par le ciel moite, jette un éclat d’argent sur le tableau. De petits villages reposent agréablement ordonnés dans les vagues ténues de la lumière du jour. Les toits rouge brun des maisonnettes, les couleurs des murs, s’accordent avec la gamme de gris capricieux du ciel.
Après 1654 cependant, van der Kabel se prit d’intérêt pour les paysages méditerranéens. On connaît de lui une peinture de 1656, Zuidelijk havengezicht met twee torens (Vue portuaire du sud, avec deux tours), qui montre alors déjà tout le style que van der Kabel allait plus tard perfectionner en Italie.

### Voyage
Il appartenait à la génération de jeunes peintres – les « Italianisants » – qui se rendirent en Italie afin d'y acquérir une nouvelle inspiration. Alors qu’il avait vingt-cinq ans environ, il prit la décision de partir lui aussi pour Rome, mais le voyage l’emmena d’abord à Lyon, où il séjourna vraisemblablement de 1655 à 1658. En 1659, il arriva à Rome qu’il ne devait pas quitter avant 1666, et où il acquit la maîtrise du style italien. Là, il se joignit aux Bentvueghels. Parmi eux, il reçut le surnom de « Geestigheid » (« Humour »), un nom qui témoigne de sa vivacité, de sa sagacité et de son esprit mordant. C’est de cette époque également que date l’autoportrait que l’on peut voir ci-dessus.
Après Rome, il séjourna et travailla brièvement à Aix-en-Provence, Toulouse et Avignon. Il consigna ses voyages dans son carnet de croquis conservé, jusqu’en 1930, dans le Cabinet des Estampes à Berlin ; celui-ci est désormais perdu.

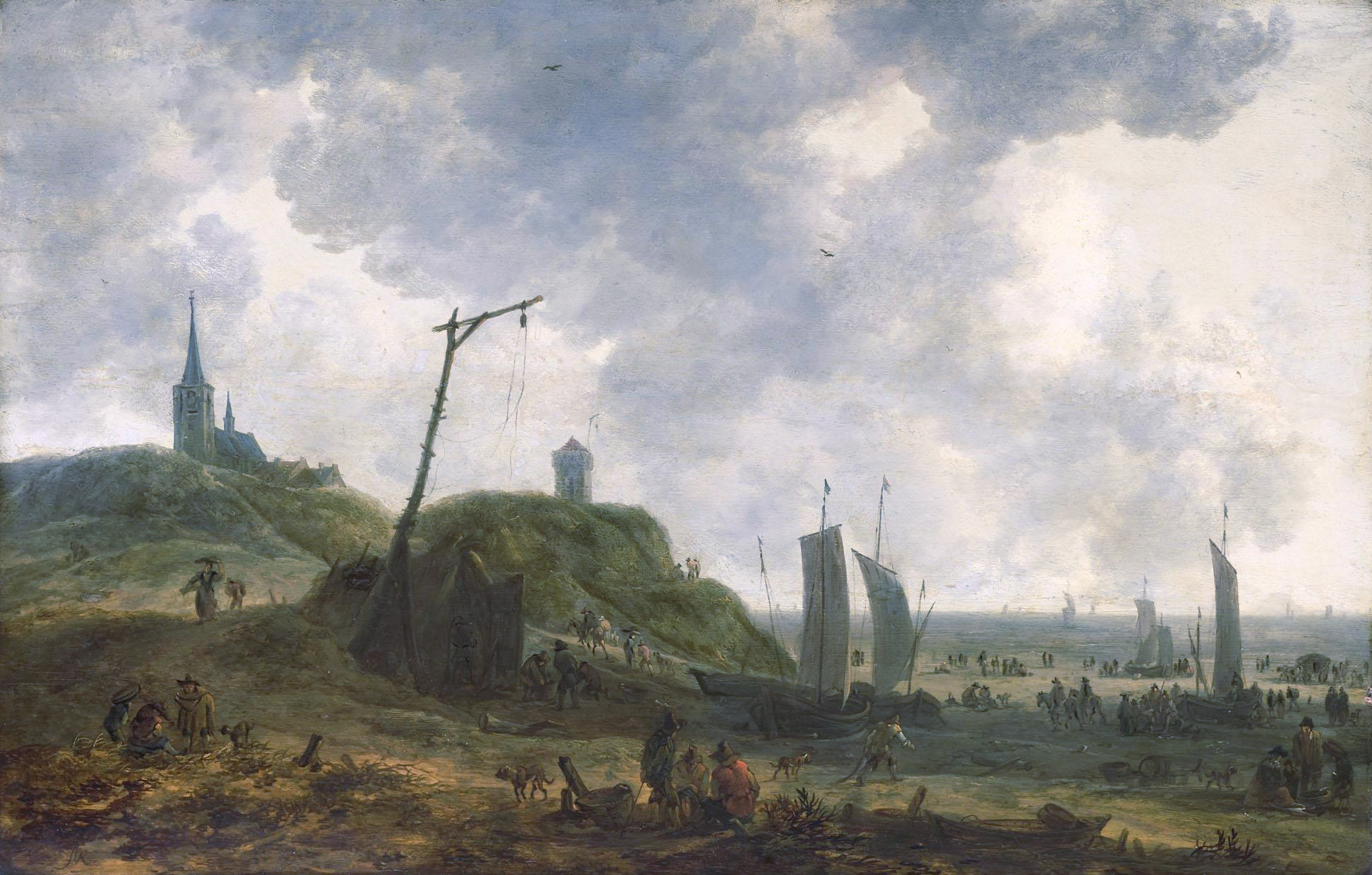
Vue de Katwijk, entre 1650 et 1670 (Rijksmuseum, Amsterdam).
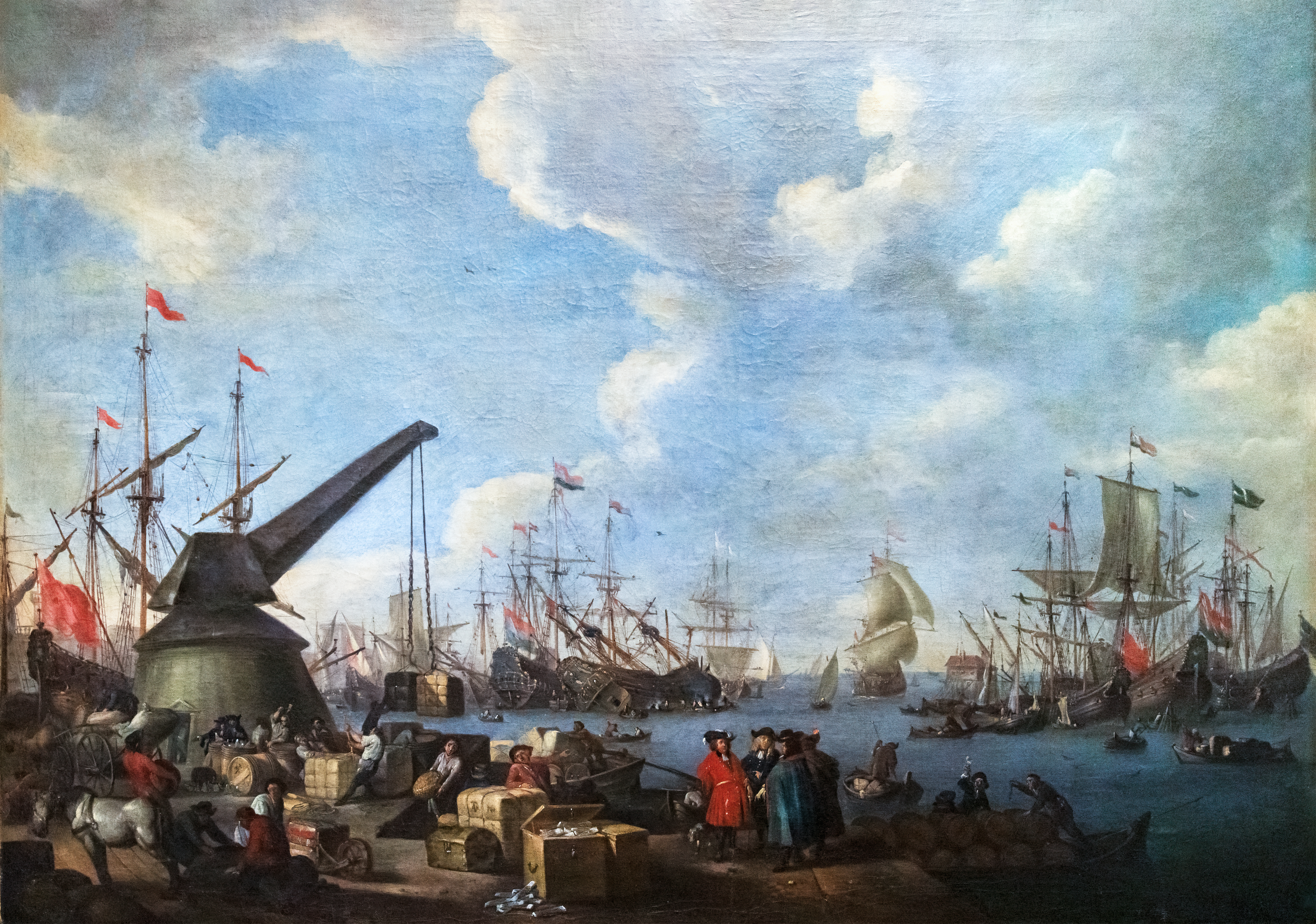
Vue d'un port,  Musée des Beaux-Arts de Narbonne [5].
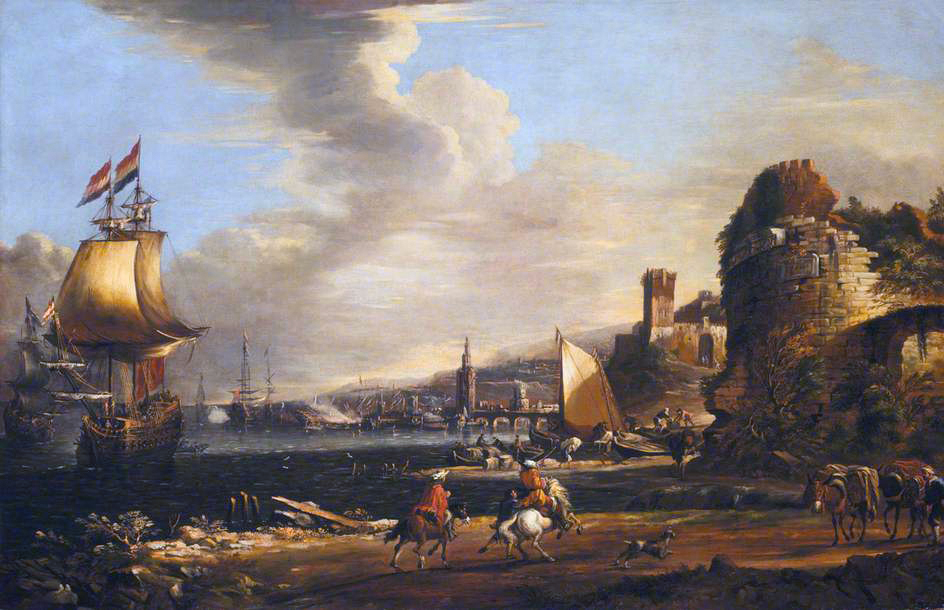
Le Port de Gènes, vers 1660 (National Maritime Museum, Londres).

### Installation à Lyon
Il se fixa à Lyon en 1668 et commença à élaborer ses esquisses. Adriaen van der Kabel était doué pour dessiner les personnages et les animaux, et possédait un pinceau agile et élégant. Il produisit des paysages, des marines et d’autres représentations, œuvres dont se dégageait un rayonnement méditerranéen. Ses teintes penchent souvent vers le brun, ceci étant peut-être dû à la qualité de la peinture utilisée. Son œuvre, à cette époque, montre des influences de Claude Gellée, Giovanni Benedetto Castiglione et Salvator Rosa.
De 1670 à 1672, le peintre Johannes Glauber travailla à ses côtés à Lyon. Selon le critique d’art Charles Blanc, van der Kabel ne peignait rien qu’il n’eût observé dans la nature ; c’est d’après modèles qu’il peignait personnages et animaux. À Lyon, il gagna une certaine réputation. Ainsi réalisa-t-il pour l’avocat-général à la Cour des Monnaies plusieurs peintures destinées à la décoration de sa maison de Saint-Genis. Il fut également invité à décorer l’impressionnant Hôtel de Pizeys.
Van der Kabel, d’une main rapide mais sûre, a gravé différents paysages. Adam von Bartsch décrit cinquante-cinq de ses eaux-fortes parmi lesquelles Saint Bruno en prière et Saint Jérôme dans le désert sont considérées comme les plus importantes. Alors qu’il était âgé de soixante ans, il réalisa un autoportrait qui fut copié par divers graveurs.
Bien que selon Cazenove il fut d’origine protestante, il se convertit au catholicisme à un moment que l’on ignore. En 1667, il épousa à Lyon Suzanne Bourgeois ; ensemble ils eurent plusieurs enfants dont quelques-uns moururent en bas âge. On peut également dire à son sujet qu’il fut en 1670 et en 1686, à Lyon, l’un des deux « Maîtres Gardes » de la guilde des peintres.
Le 18 novembre 1692, en compagnie de Louis Mimerel, sculpteur, il assiste à l'enterrement de Nicolas Bidaud, maitre sculpteur de la ville de Lyon.
Il eut plusieurs élèves, dont son filleul, Adrien Manglard. Descamps mentionne un fils d’Adriaen qui fut peintre lui aussi, mais il est possible qu’il s’agisse là d’une confusion avec le frère d’Adriaen, de dix ans son cadet, Engel van der Kabel, qui fut également peintre à Lyon. C'est dans cette ville qu'Adriaen van der Kabel fut enterré, le 16 janvier 1705, à l’église de la Platière.